# The Redeemer: Son of Satan!
The Redeemer: Son of Satan!, conosciuto anche come The Redeemer e Class Reunion Massacre, è un film horror del 1978 diretto da Constantine S. Gochis.  

## Trama
Sei persone si ritrovano nella loro vecchia scuola in occasione di una riunione tra ex alunni. Inizieranno ad essere uccisi uno dopo l'altro da un serial killer mascherato.

## Produzione e distribuzione
Il film venne girato in circa quattro settimane nel 1976, ma venne distribuito nei cinema solamente nel 1978. 

## Riprese
Il film è stato girato a Staunton, in Virginia. La location usata per la scuola è la Staunton Military Academy e quella per il ristorante dove Terry mangia il suo pranzo è il ristorante "Wright's Dairy Rite".
Il coro della chiesa era formato dai membri del coro della Staunton First Baptist Church.